# DLI 63 Building
Le DLI 63 Building (Daehan Life Insurance 63 빌딩) est un gratte-ciel de bureaux situé sur l'île de Yeouido, à Séoul.
Il mesure 249 m et compte 60 étages. Il a été pendant un an le plus haut gratte-ciel d'Asie et pendant quatorze ans le plus haut gratte-ciel de Corée du Sud.
Il doit accueillir le Centre Pompidou Hanwha Séoul à compter de 2025.